# Stones at the Max
Stones At The Max is een video met daarop de live-registratie van concerten van The Rolling Stones. De opnames werden gemaakt in IMAX-formaat tijdens de Urban Jungle 1990 Tour.

## Nummers
1. Opening Logo's
2. Continental Drift
3. Start Me Up
4. Sad Sad Sad
5. Tumbling Dice
6. Ruby Tuesday
7. Rock and a Hard Place
8. Honky Tonk Women
9. You Can't Always Get What You Want
10. Happy
11. Paint It Black
12. 2000 Light Years from Home
13. Sympathy for the Devil
14. Street Fighting Man
15. It's Only Rock'n'Roll
16. Brown Sugar
17. (I Can't Get No) Satisfaction
18. End Credits